# Карлес Пучдемон
Ка́рлес Пучдемо́н (кат. Carles Puigdemont, МФА: [ˈkarɫəs pudʒðəˈmon]; ісп. Carles Puigdemont, Ка́рлес Пучдемо́н-Касамажó (кат. Carles Puigdemont i Casamajó, ісп. Carles Puigdemont Casamajó); нар. 29 грудня 1962) — іспанський політик, каталонський націоналіст, лівий популіст, втікач; за професією журналіст. З січня 2016 по жовтень 2017 рр. президент уряду Каталонії. Звинувачується органами юстиції Іспанії у сепаратизмі, спробі державного перевороту, розкраданні державних грошей. Переховується в Бельгії.

## Походження та кар'єра журналіста
Народився в Жироні в сім'ї кондитерів. Вивчав каталонську філологію в університеті Жирони, але штудію не закінчив. В час навчання писав нотатки для місцевої преси, згодом став працювати як журналіст. Працював місцевим кореспондентом часопису «Los Sitios», потім виріс до посади шеф-редактора щоденного каталонського часопису «El Punt», де він у 1982 році починав працювати як коректор.
- протягом 1993 року побував в різних країнах Європейського Союзу, звідки писав репортажі для щотижневого каталонського часопису «Presència».

- 1999–2002 — працював директором каталонської інформаційної агенції Agència Catalana de Notícies та генеральним директором заснованого ним англомовного видання «Catalonia Today».
- Автор книги «Cata…què? Catalunya vista per la premsa internacional» (1994)[32]

- Вільно володіє англійською, французькою, іспанською та каталанською мовами.

## Політика
- ще юнаком вступив до молодіжної організації (Joventut Nacionalista de Catalunya, JNC) Демократичної партії Каталонії (Convergencia Democrática de Cataluña, CDC),
- 2002–2004 як представник партії директор Культурного центру Жирони (Casa de Cultura de Girona)
- 2006, 2010, 2012 — депутат Каталонського парламенту від партії Конвергенція та Єднання
- 2007–2015 — мер Жирони
- 2015 — депутат Каталонського парламенту за списком сепаратистської партії «Разом 'За'» (Junts pel Sí)
- 10 січня 2016 — 70 голосами «за» та 63 голосами «проти», завдяки підтримці з боку ліво-націоналістичної популістської партії 'Кандидатура народного єднання' (Candidatura d’Unitat Popular) обраний президентом Женералітату Каталонії. 11 січня 2016 року затверджений на цій посаді королем Іспанії[33], однак Пучдемон ухилився від складання клятви на вірність Королівству Іспанії.
- 1 жовтня 2017 — організував та провів нелегітимний та міжнародно невизнаний Референдум щодо незалежності Каталонії

- 10 жовтня 2017 — разом з іншими членами свого уряду підписав Декларацію про незалежність Каталонії
- 21 жовтня 2017 — позбавлений влади указом прем'єр-міністра Іспанії Маріано Рахой, що також підтверджено Сенатом Іспанії

## Сепаратистський рух Каталонії

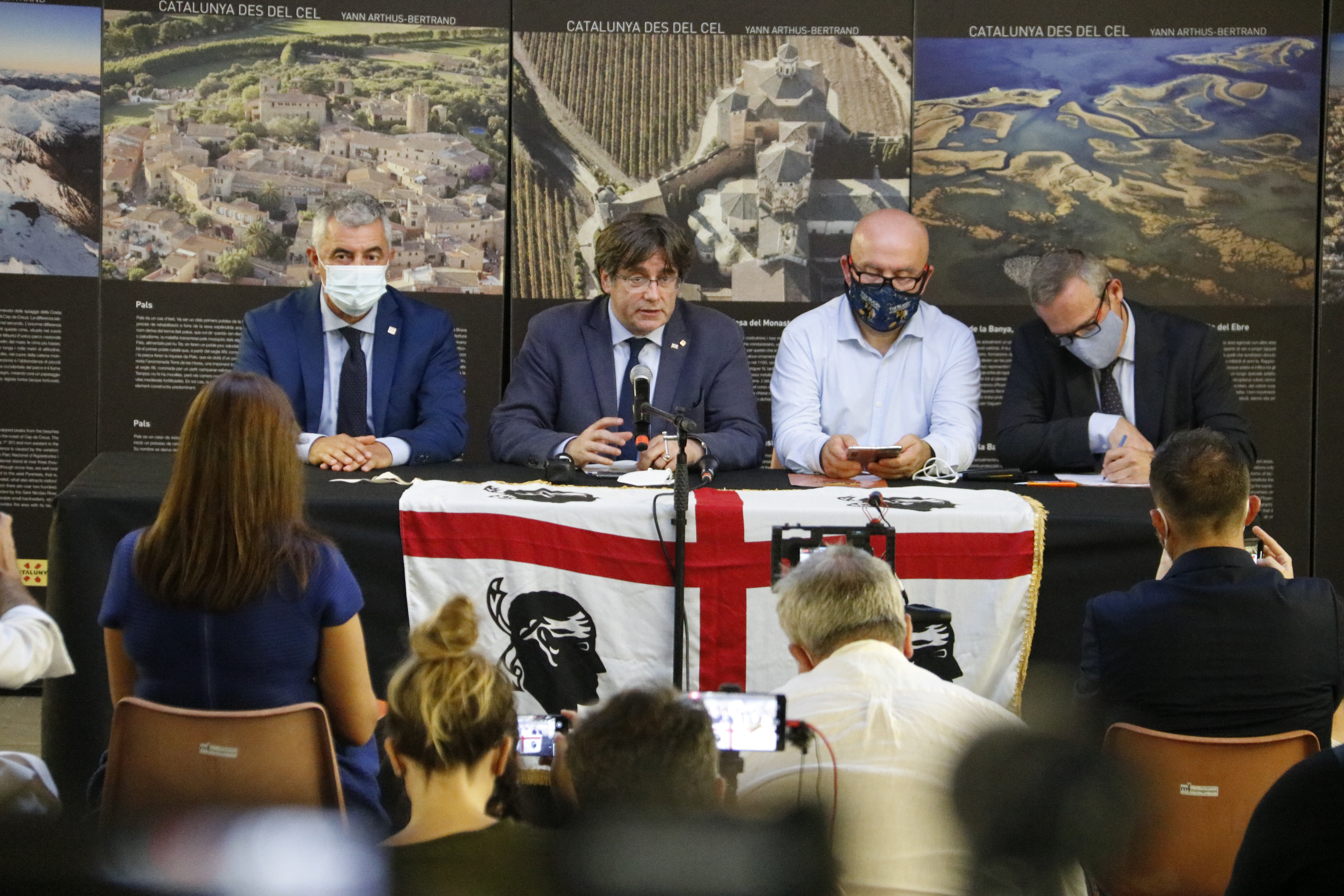
Карлес Пучдемон на прес-конференції в Альгеро/Альґе́ з Гонсало Бойє 25 вересня 2021

23 березня 2018 року іспанська юстиція повторно відкрила проти Пучдемона та його каталанських колег кримінальну справу. 25 березня іспанський суд видав європейський ордер на арешт Пучдемона, який знаходився в Фінляндії. Після отримання урядом Фінляндії запиту на екстрадицію, Пучдемон спробував знову втекти до Брюсселю, де йому до цього вже вдавалося довгий час уникати арешту на ґрунті розбіжностей між іспанським і бельгійським кримінальним законодавством. На шляху від Фінляндії до Бельгії через Швецію, Данію, Німеччину, його авто було затримане на 7-му автобані поблизу Шлезвігу (федеральна земля Шлезвіг-Гольштейн) німецькою кримінальною поліцією. До ухвалення рішення німецьким судом про екстрадицію до Іспанії його тимчасово помістили у в'язницю міста Ноймюнстер. В експертних колах німецької юстиції вважають, що Пучдемону не лишається нічого іншого, як запросити політичний притулок в Німеччині.
З 2017 року Карлес переховувався в Бельгії. 18 жовтня 2019-го він здався владі країни, прийшовши до поліцейського відділку в супроводі адвокатів. Він пояснив, що не планує повертатись до Іспанії.
У квітні 2019 року Пучдемон балотувався на вибори до Європейського парламенту. 23 вересня 2021 року його знову було заарештовано на італійському острові Сардинія.  Апеляційний суд Сассарі вирішив звільнити його без особливих запобіжних заходів, але Пучдемон не може залишити Сардинію до обговорення європейського ордера на арешт.